# Blue Lives Matter

La bandiera thin blue line, usata dal movimento Blue Lives Matter. Esistono bandiere equivalenti per altre professioni come ad esempio vigili del fuoco, militari e paramedici: la bandiera thin red line, la bandiera thin green line e la bandiera thin white line.

Blue Lives Matter (letteralmente "le vite blu sono importanti") è un movimento sociale statunitense fondato nel settembre del 2014 a sostegno dei corpi di polizia statunitensi.
Ha avuto un alto impatto culturale durante le proteste postelettorali negli Stati Uniti d'America del 2020-2021.